# Amt Nennhausen
Urząd Nennhausen (niem. Amt Nennhausen) – urząd w Niemczech, leżący w kraju związkowym Brandenburgia, w powiecie Havelland. Siedziba urzędu znajduje się w miejscowości Nennhausen.
W skład urzędu wchodzą cztery gminy:
1. Kotzen
2. Märkisch Luch
3. Nennhausen
4. Stechow-Ferchesar